# Изъян персонажа
Изъян персонажа (англ. character flaw) — литературоведческое понятие, под которым подразумевается ограничение, несовершенство, проблема, фобия или недостаток, присутствующие в характере литературного персонажа, который во всех других отношениях может даже вызывать зависть. Этот изъян может напрямую влиять на поведение или способности персонажа — к примерам такого относится, например, склонность персонажа к насилию. Однако это может быть и просто малозначительная черта, влияние которой на характер и социальные взаимодействия персонажа ограничено.
Изъян делает персонажа более живым и глубоким, не позволяя ему или ей превратиться в Мэри Сью. Примерами могут служить: шериф, страдающий патологической зависимостью от азартных игр; герой боевика, боящийся высоты; главный герой романтической комедии, комплексующий из-за лысины — во всех этих случаях изъян добавляет персонажу живости. Самым известным примером такого изъяна является уязвимая пятка героя греческой мифологии Ахилла.
Изъяны персонажей могут быть разделены на 3 группы: незначительные, значительные и трагические.

## Незначительные изъяны
Незначительный изъян персонажа — это такое несовершенство, которое выделяет его/её и позволяет остаться в уме читателя (зрителя, игрока, слушателя…), делает персонажа запоминающимся и индивидуальным, но при этом не влияет на сюжет книги (фильма, игры).
Примером такого незначительного изъяна могут послужить: шрам, явный акцент или привычка «щёлкать» суставами пальцев.
Протагонисты и другие главные герои произведения могут иметь по нескольку незначительных изъянов — и зачастую так и бывает, это делает их более доступными для читательского/зрительского восприятия, позволяет читателю или зрителю соотносить их с собой или окружающими, влияет на мнение читателя/зрителя об этих персонажах.
Многие второстепенные персонажи, появляющиеся в тексте всего один или несколько раз, могут определяться — и индивидуализироваться, выделяясь из относящегося к ним архетипа — именно незначительным изъяном, который у каждого такого персонажа свой.

## Значительный изъян
Значительный изъян, как следует уже из его названия, намного более заметен и важен — он является существенной помехой в жизни персонажа. Такой изъян может быть физическим, умственным или моральным. Иногда значительный изъян персонажа сам по себе не плох (так, жёсткий кодекс чести может быть сам по себе даже положительным признаком), но при этом часто мешает персонажу добиваться результатов — и поэтому в данных конкретных условиях художественного произведения становится именно изъяном.
К примерам значительных изъянов можно отнести: слепоту персонажа, амнезию или алчность.
В отличие от первого типа, значительные изъяны оказывают заметное и непосредственное влияние на жизнь персонажа и развитие сюжета.
- В случае злодея значительный изъян в конце концов оказывается причиной его поражения.
- В случае положительного героя значительный изъян обычно преодолевается (временно или навсегда) на определённом этапе истории (часто этот момент становится кульминацией сюжета) благодаря усилиям или умениям самого героя.
- В случае нейтральных персонажей или тех, кто по ходу сюжета переходит с одной стороны на другую, значительный изъян обычно оказывается причиной происходящего перехода на сторону зла или, наоборот, добра.
- В случае протагониста его или её заметный изъян представляет наибольший интерес с точки зрения сюжета, определяя основную проблему этого персонажа. Основой сюжета часто становится неосознанное стремление персонажа избавиться от этого заметного изъяна.

## Трагический/фатальный изъян
В «Поэтике» Аристотеля есть термин «гамартия» — фатальный или трагический изъян в характере трагического героя или же фатальная допущенная им/ей ошибка. Это изъян, заставляющий благородного и исключительного в остальном персонажа самому идти к своему падению и, возможно, смерти.
Примерами фатального изъяна могут быть: высокомерие (в том числе бросающее вызов всё равно неизбежной судьбе, как в историях Эдипа или Вещего Олега); излишнее доверие тому, кому или чему доверять не стоило; излишнее любопытство (как в сказке о «Синей Бороде»); излишняя гордость или отсутствие самоконтроля. Также трагическим изъяном персонажа может быть и его стремление осуществить личную или кровную месть.
Как правило, трагический изъян персонажа предъявляется читателю/зрителю в самом начале истории, а последующий сюжет посвящён удачным или неудачным попыткам персонажа этот изъян преодолеть.

## Примеры

### Фильмы
- Рокки Бальбоа считает себя неудачником и плохим боксёром: Рокки Джона Эвилдсена.
- Энакин Скайуокер плохо контролирует гнев и боится потерять свою жену Падме Амидалу, что и приводит его к переходу на тёмную сторону Силы и превращению в Дарта Вейдера: «Звёздные войны» Джорджа Лукаса.
- В фильме «Касабланка» главный герой Рик Блейн считает себя бесчувственным циником и отрицает собственную душевную боль от неудавшегося романа с Ильзой Лунд.
- В фильме Альфреда Хичкока «Головокружение» детектив Джон «Скотти» Фергюсон боится высоты — но должен вскарабкаться на башню.
- Капитан Крюк одержим преследованием Питера Пэна.
- Рой Батти силён, но его жизнь оказывается недолгой: «Бегущий по лезвию» Ридли Скотта.
- Оскар Шиндлер в «Списке Шиндлера» Стивена Спилберга преодолевает свою жадность и находит в себе силы и желание спасать людей.

### Телевидение
- Сержант Боско «Би. Эй» Баракус боится летать: Команда «А»
- Филип Дж. Фрай обычно не слишком умён: «Футурама».
- Лондо Моллари тоскует по «славным дням» Центаврианской республики: «Вавилон-5».
- Спок во всём полагается на логику и подавляет свои более человеческие эмоции: Звёздный путь
- Чёрный Плащ/Кряк Лапчатый весьма высокого мнения о себе: мультсериал «Чёрный Плащ».
- Питер Гриффин очень импульсивен и создаёт много проблем своей семье и друзьям: мультсериал «Гриффины».
- Зуко принимает неверные решения, стремясь добиться расположения своего жестокого отца: «Аватар: Легенда об Аанге».
- Аанг слишком беззаботен и изначально пытается избежать ответственности: «Аватар: Легенда об Аанге».
- Дин Винчестер слишком полагается на свою семью и тяжело переживает потерю членов своей семьи или их предательство: «Сверхъестественное».
- Десятый Доктор альтруистичен и постоянно пытается спасти жизнь другим: «Доктор Кто».
- Реджина Миллс полагается на магию, чтобы избавиться от человека, разрушившего её жизнь; впоследствии именно это превращает её в Злую Королеву: «Однажды в сказке».

### Игры
- В игре Warhammer 40,000 примарх Лоргар Аврелиан излишне предан своему «отцу» — императору людей — восхищается им и считает его богом. Император же знает, что люди должны освободиться от религиозных догм — и сурово ругает и отчитывает Лоргара Аврелиана и его последователей за их религиозность. Обиженный этим Лоргар захватил с собой Космический десант XVII легиона («Державших слово»), чтобы вместе искать новую цель — и именно из-за этого и он сам, и весь примкнувший к нему легион первыми подпали под вредное влияние Хаоса. Их приверженность к Хаосу вы конечном итоге привела к опустошительной гражданской войне — ереси Хоруса, которая привела мир Warhammer 40,000 к его показанному нам антиутопическому состоянию.
- В игре Metal Gear Solid Ликвид Снейк завидует «доминантным генам» своего «брата» Солида Снейка и стремится стать лучше его: именно этот мотив становится двигателем сюжета и впоследствии приводит к поражению Ликвида.